# Molossops neglectus
Molossops neglectus är en fladdermusart som beskrevs av Williams och Hugh H. Genoways 1980. Molossops neglectus ingår i släktet Molossops och familjen veckläppade fladdermöss. IUCN kategoriserar arten globalt som otillräckligt studerad. Inga underarter finns listade i Catalogue of Life.
Denna fladdermus blir 55 till 68 mm lång (huvud och bål), har en 27 till 40 mm lång svans och väger 9 till 16 g. Bakfötterna är 6 till 10 mm långa, underarmarna är 33 till 40 mm långa och öronen är 11 till 16 mm stora. Honor har allmänt mindre skallar än hanar. Ovansidans päls bildas av 3 till 4 mm långa hår som är ljusbruna nära roten och mellanbruna vid spetsen. Undersidans hår har en liknande färgteckning men är ljusare. Ungefär en tredjedel av svansen ligger utanför svansflyghuden. De spetsiga öronen är inte sammanlänkade med varandra. Mellan de övre framtänderna finns en klaff. Artens tandformel är I 1/1, C 1/1, P 1/2, M 3/3, alltså 26 tänder i hela tanduppsättningen.
Arten förekommer med två från varandra skilda populationer i Sydamerika, den första i Amazonområdet och i angränsande landskap och den andra i sydöstra Brasilien. Nästan inget är känt om artens levnadssätt.
Molossops neglectus har insekter som föda. Ett exemplar fångades ovanför en skog cirka 20 meter över marken. Dräktiga honor dokumenterades i januari, augusti och september. Läten som används för ekolokalisering kan ha en uppstigande eller nedfallande frekvens.